# مادة مظلمة دافئة
المادة المظلمة الدافئة (بالإنجليزية: Warm dark matter or WDM)‏ هي هيئة افتراضية للمادة المظلمة لها خصائص متوسطة بين خصائص المادة المظلمة الحارة والمادة المظلمة الباردة، بحيث تجعل البنية تتشكل بتجمّع الأجسام الأصغر لتكوين أجسام أكبر، ومن تفتت الأجسام الأكبر إلى أخرى أصغر. يُعد النيوترينوات العقيمة والغرافيتينوات أكثر أمثلة المادة المظلمة الدافئة شيوعًا. كما أن الجسيمات الضخمة ضعيفة الترابط التي تنتج دون تحفيز حراري قد تكون تصبح بعدئذ مادة مظلمة دافئة، أما تلك التي تحدث بتحفيز حراري فقد تصبح مادة مظلمة باردة.